# Titley
Titley falu és polgári egyházközség az angliai Herefordshire-ben, a B4355-ös úton fekszik Kington és Presteigne között.
A 2001-es népszámláláskor a plébánia lakossága 167 fő volt, ami a 2011-es népszámláláskor 261-re nőtt.
A Domesday Bookban Titelege néven jegyzett név óangol, és látszólag azt jelenti, hogy „egy Titta nevű emberről elnevezett erdei tisztás”.

## Története
Titley falut több mint ezer éve lakják, és bizonyítékok vannak a normann hódítás előtti kolostorra a faluban, amelyet eredetileg egy homályos walesi szentnek ajánlottak, majd később a franciaországi tironi apátságnak volt alárendelve.
Titley két kocsiút találkozásánál fekszik, és az egyik helyi kocsmát egy időben gyapjúmérésre használták.

## Épületek
Titley Szent Péter tiszteletére szentelt plébániatemplomát 1869-ben építették újjá. Az 1833-ig „The Balance” néven ismert „Stagg Inn” fogadó 2001-ben az első Michelin-csillaggal kitüntetett kocsma lett az Egyesült Királyságban.
Az Eywood House-t a falutól nyugatra építették 1705-ben. A ház körül parkot alakítottak ki, és a meglévő sekély tavat, a Titley Poolt kibővítették, s így Herefordshire megye egyik legnagyobb nyílt víztömegű, madártani szempontból fontos vizes élőhelyévé vált. A házat 1958-ban lebontották. A Titley Pool ma természetvédelmi terület.
Titley községháza közvetlenül a „Stagg Inn” mögött található, és terme bérelhető, valamint rendszeresen használja a plébánia tanácsa és más helyi szervezetek, például a Women's Institute (WI), Scouts & Brownies (cserkészet), a kerti és bowling klubok.

## Titley Junction vasútállomás
Az egykori Leominster–Kington-vasútvonal egy mérföld hosszú szakaszát 2005-ben nyitották meg újra. A Kingfisher Line (Jégmadár Vasút) néven ismert szakasz magántulajdonban van, és csak előzetes egyeztetés alapján látogatható.

## Magyar vonatkozása

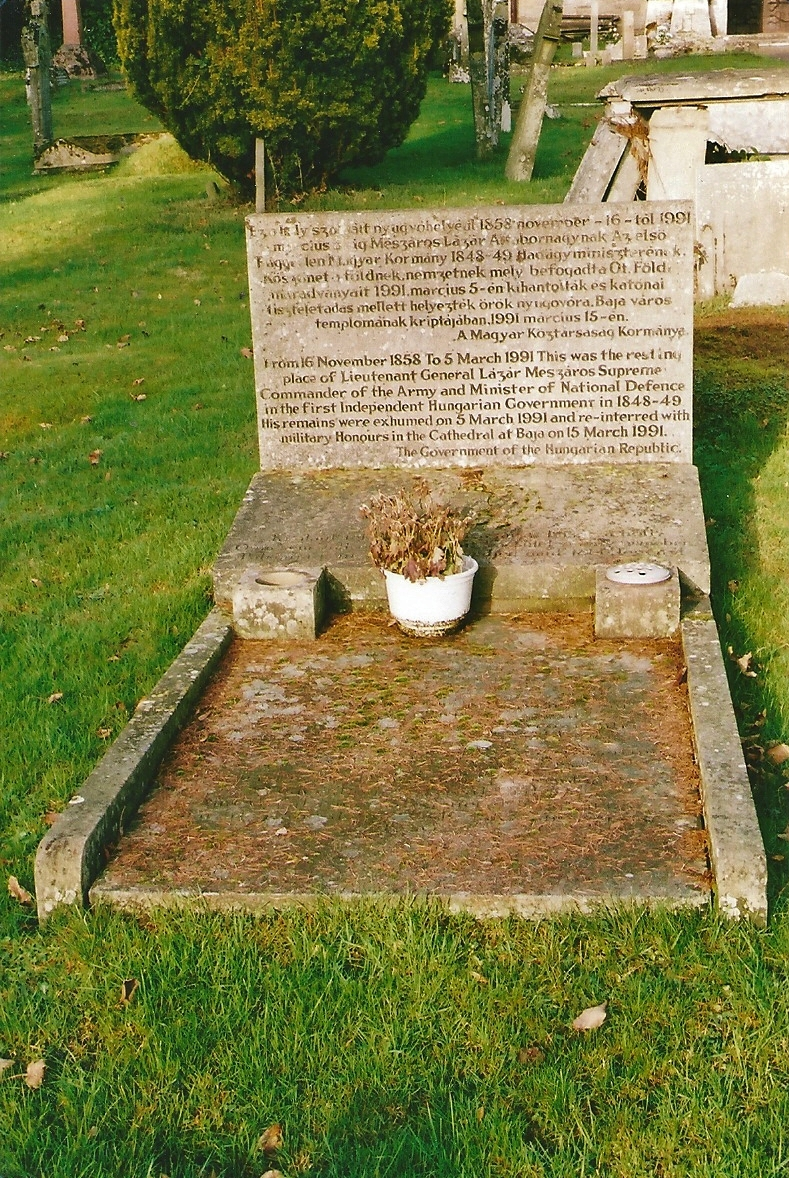
Mészáros Lázár sírja 1991. március 5-ig

Itt hunyt el 1858-ban Mészáros Lázár negyvennyolcas honvéd hadügyminiszter

## Fordítás
- Ez a szócikk részben vagy egészben  a   Titley, Herefordshire című angol Wikipédia-szócikk ezen változatának fordításán alapul.  Az eredeti cikk szerkesztőit annak laptörténete sorolja fel. Ez a jelzés csupán a megfogalmazás eredetét és a szerzői jogokat jelzi, nem szolgál a cikkben szereplő információk forrásmegjelöléseként.